# مسرشمیت پی.۱۱۰۶
مسرشمیت پی. ۱۱۰۶ (به انگلیسی: Messerschmitt P.1106) یک هواگرد ساختِ کارخانهٔ مسرشمیت در کشور آلمان است.